# Gonocerella trachinoti
Gonocerella trachinoti är en plattmaskart. Gonocerella trachinoti ingår i släktet Gonocerella och familjen Hemiuridae. Inga underarter finns listade i Catalogue of Life.